# 文錦路
文锦路是深圳市内一条南北走向的道路。始建于1994年，现为双向八车道。
文锦路北接龙岗大道，南至沿河南路文锦渡口岸路口。
其中雅园立交以北的一段属于 205国道,文锦爱国路口以南的一段属于 107国道，两段的公路技术等级均为一级公路。

## 所属国道及交汇道路

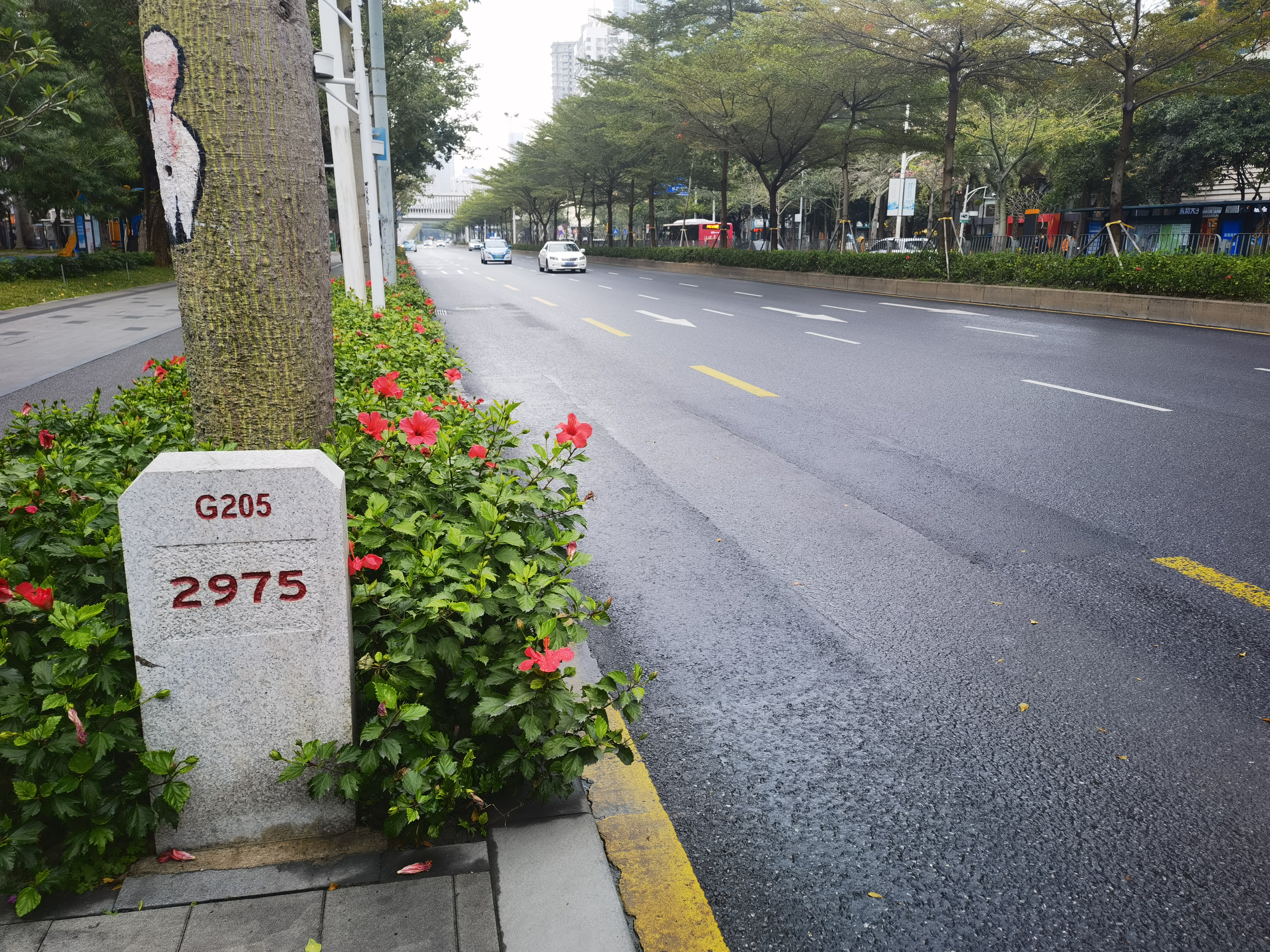
205国道2975km,位于文锦北路田贝段

路段开始
- 龙岗大道（起点）
- 布心路（洪湖立交桥）
- 洪湖东路
- 田贝四路
- 笋岗路（雅园立交）
- 东门中路

 路段结束
- 爱国路

 路段开始
- 湖贝路
- 深南东路
- 沿河南路（终点）

 路段结束

## 沿途地铁站
- 洪湖站
- 文锦站

## 沿途主要建筑
- 洪湖公园
- 罗湖区政府
- 文錦渡口岸